# Williamsville Athletic Club
Maillots
Actualités
Williamsville AC est un club ivoirien de football, fondé en 1995, basé à Abidjan.

## Histoire
L'ascension de ce club est rapide : champion de 3ème division en 2013-2014, il remporte le championnat de D2 en 2015-2016 et termine vice-champion en 2016-2017, à un point de l'ASEC Mimosas.
Il participe pour la première fois de son histoire à la Ligue des champions de la CAF 2018, il a battu le Stade malien au premier tour.
Il gagne le match retour contre le champion de la Ligue des Champions le Wydad AC sur le score de 2-0, mais n'efface pas la défaite du match aller à Casablanca sur un score de 2-7.
Reversé en coupe CAF, il sort le Deportivo Niefang et accède à la phase de poule. Pour sa première participation, le club du président Koné Abackar termine 3e de sa poule.
Le club est équipé par AB Sport.

## Palmarès
- Ligue 1
  - Vice-champion : 2016-2017

- Ligue 2 (1)
  - Champion : 2015-2016

- Ligue 3 (1)
  - Champion : 2013-2014

## Records et statistiques
- Plus large défaite : Wydad AC 7-2 Williamsville